# Lore Walb
Lore Walb (* 22. Mai 1919 in Alzey; † 23. Mai 2013) war eine deutsche Journalistin, Feministin und langjährige Leiterin des Frauen- und späteren Familienfunks des Bayerischen Rundfunks. Bekannt wurde Walb durch ihre Sozialreportagen und ihre Berichte über das Leben und die Rolle von Frauen in den späten 1950er- und 1960er-Jahren. Sie lebte zuletzt in München.

## Leben
Lore Walb, die 1919 als Tochter eines Landmaschinenhändlers in Alzey, Rheinhessen, geboren wurde, wuchs in einem gutbürgerlichen Elternhaus auf. Als Walb 14 Jahre alt war, kamen die Nationalsozialisten an die Macht. In dieser Zeit begann sie Tagebücher zu schreiben. Bereits zu Beginn vermerkte sie, dass sie ihr Tagebuch nicht jeden Tag vervollständigen werde:

„Ich will nun dieses Tagebuch einweihen. Tagebuch kann man eigentlich nicht sagen, denn ich werde es nicht jeden Tag benutzen. Ich habe doch sicher nicht an jedem Tage etwas Wichtiges oder Interessantes zu verzeichnen. Ich will nur das, was mir besonders schön, wichtig oder auch seltsam erscheint, aufschreiben.“

1936 kam ihr Vater ums Leben. Bis zuletzt beteuerte sie, dass ihr nie jemand beibrachte, kritisch zu denken und Herrschaftsverhältnisse zu hinterfragen. Sie sagte über sich selbst: „Ich war eine Mitläuferin in der braunen Herde und was für eine, wild begeistert!“

### Ausbildung/beruflicher Werdegang
Durch die Weltwirtschaftskrise bedingt, geriet auch Walbs Familie in finanzielle Schwierigkeiten. Sie besuchte zunächst das sechsklassige Lyzeum und machte das Abitur in Mainz. Während des Zweiten Weltkriegs schloss Lore Walb 1944 das Studium der Germanistik, Geschichte und Anglistik mit dem Staatsexamen für das Lehramt an Höheren Schulen ab. Im Jahre 1945 flüchtete sie vor den Amerikanern, die sich ihrem Heimatort Alzey näherten. Sie nahm eine Stelle bei dem deutschen Politiker Paul Binder an, für den sie Gutachten ins Englische übersetzte. Binder wurde nach Tübingen, dem damaligen Sitz der deutschen Regierung des Bundeslandes Württemberg-Hohenzollern, versetzt und ersuchte Lore Walb ihm zu folgen. Dieses tat sie und wurde seine Chefsekretärin.
Durch diese Anstellung konnte sie viele neue Kontakte knüpfen, unter anderem zu dem Intendanten des neugegründeten Südwestfunks, Friedrich Bischoff, der als Rundfunkpionier galt. Im Jahre 1947 beschloss sie, der Politik den Rücken zu kehren und wechselte in die Landesrundfunkanstalt des Landes Rheinland-Pfalz und des südlichen Baden-Württembergs.
Lore Walb wollte arbeiten und endlich leben: „Von der Politik wollte ich nichts mehr wissen, sie war für mich ein ‚schmutziges Geschäft‘“.
1959 wechselte sie zum Bayerischen Rundfunk. Bis zu ihrer Pensionierung im Jahre 1979 leitete Walb dort den Frauenfunk.

### Wirken beim Südwestfunk
Im Jahre 1946 ging der Südwestfunk als Rundfunkanstalt für die gesamte französische Besatzungszone auf Sendung.
Beim Südwestfunk (SWF) erlernte Walb das journalistische Handwerk. Im gerade entstandenen Frauenfunk war sie unter anderem als Büroleiterin, Redakteurin, Journalistin, Reporterin und stellvertretender Abteilungsleiterin tätig. Ihre Leidenschaft galt dem Schreiben. Tagesaktuelle Themen waren beim Frauenfunk weniger wichtig, vielmehr bildeten Unterhaltung, sowie Diskussion und Erörterung von Zeitfragen, das Herzstück.
Zusammen mit ihren Kollegen bekam sie im Jahre 1951 die Möglichkeit an einem 90-tägigen Re-Education-Programm, das vom amerikanischen Außenministerium finanziert wurde, teilzunehmen. Diese Bildungsreise erweiterte ihren geistigen und menschlichen Horizont.
Die daraus resultierenden Erfahrungen waren ausschlaggebend für ihre späteren Spezialisierungen in den Rundfunkprogrammen. Sie selbst verstand sich als Anwältin der Schwachen und Stimmlosen.
1959 wechselte sie vom SWF zum Bayerischen Rundfunk.

### Wirken beim Bayerischen Rundfunk
Am 21. Februar 1959 wurde in der Frankfurter Allgemeinen Zeitung (FAZ) folgende Stelle öffentlich ausgeschrieben:
„Der Bayerische Rundfunk sucht eine Leiterin für seinen Frauenfunk, die auf allen von dieser Abteilung bearbeiteten Sachgebieten Kenntnisse und Erfahrungen besitzt. Ihrem fachlichen Können sollte ein frauliches Wesen entsprechen. Sie muß sich als Redakteurin bewährt haben und soll möglichst für den Rundfunk tätig gewesen sein.“
Die Neubesetzung dieser Stelle war durch Ilse Weitschs Tod, Ende 1958, bedingt. Die Aufgabe, nach Formen zu suchen, die das Publikum zur Mitarbeit anregen sollte, lockte Walb. Sie konzipierte und moderierte über dreißig eigene Sendungen über Familienprobleme, die von Hörern kommentiert und zusammen mit einem Psychotherapeuten diskutiert wurden.

#### Der Frauenfunk
Der Frauenfunk wurde 1945 ins Leben gerufen, als sich eine Hörerin, die den Namen Ilse Weitsch trug, bei den amerikanischen Rundfunkoffizieren über das schlechte Radioprogramm beschwerte. Entgegen ihrer Erwartung offerierten die Offiziere ihr das Angebot, es doch selbst zu gestalten. Mit zwei weiteren Redakteurinnen und vielen freien Mitarbeitern baute Weitsch ein abwechslungsreiches Rundfunkprogramm auf, um Frauen mit Informationen und Ratschlägen in ihrem schwierigen Nachkriegsalltag zu helfen, sie für den Wiederaufbau zu ermutigen und zu unterhalten.
Nach Weitschs Tod 1958 übernahm Walb den Frauenfunk. Sie gestaltete den Programminhalt neu. Soziale Themen blieben weiterhin im Programm bestehen, doch das Programm richtete man verstärkt feuilletonistischer aus. Die Sozialpolitik wurde von einem eigenen, politischen Ressort betreut.
Lore Walb drängte es wieder zum Mikrofon, wobei sie Bewährtes nicht verwerfen wollte. Sie selbst konnte dazulernen, gleichzeitig aber auch ihre eigenen Fähigkeiten einbringen.
Beschrieben hat sie ihr Programmkonzept, wie folgt:

„Die Aufgabe des Frauenfunks sehe ich einmal darin, das humane Element im Rundfunk zu verstärken und zu allen auftauchenden Fragen, den spezifisch weiblichen Blickpunkt beizusteuern – nicht nur im Programm, sondern auch in der Rundfunkanstalt selbst. Zum anderen geht es darum, in allen Sendungen vor allem Lebenshilfe zu geben: ob es sich um Verbraucher – oder Erziehungsberatung handelt, um die Aktivierung der Frau als Staatsbürgerin, um das Umdenkenlernen der Bäuerin im Zeitalter der Betriebsvereinfachung und das notwendige neue Selbstgefühl der Frau im Beruf oder um das tröstliche Beispiel, das dem alten Menschen den Lebensabend zu bewältigen hilft“

Durch Walbs Engagement konnte der Frauenfunk weitere Sendereihen in das Programm miteinbeziehen und erlangte mehr Anteil an der Sendezeit als je zuvor.
Lore Walb wollte ein neues Konzept unter dem Namen "Frau und Gesellschaft" einführen. Allerdings wurde dieses abgelehnt. Mehr Gefallen fand die Leitung des BR an der Idee, den Frauenfunk in Familienfunk umzubenennen. 1968 fand die Umbenennung statt, die das neue männliche Redaktionsmitglied des ehemaligen Frauenfunks erkennbar einschloss.

#### Die Sendung „Das Notizbuch“
Die Sendung „Das Notizbuch“ startete am 3. Mai 1960. 1968 brach im Bayerischen Rundfunk die „Magazinitis“, wie Lore Walb es nannte, aus. Dem alten Magazin „Das Notizbuch – eine Sendung für sie und ihn“, sollte ein neues Gesicht gegeben werden, um neue und Hörer zu gewinnen. Durch diese Umstellung des Programminhalts 1968 widmete sich Walb von da an dem Notizbuch-Magazin, das sich vorwiegend an die ältere Generation richtete. Lore Walb fand ihr Aufgabengebiet in der Politik wieder. Den Schwerpunkt der politischen Dienstagssendung benannte Walb „Frau und Öffentlichkeit“.
Unter dem Motto „Als Zeitgenossin denken, als Zeitgenossin handeln“ wurde das Magazin modernisiert. In einem Vortrag 1970 beschrieb Walb das Konzept des Notizbuches. „Eine Frau von heute müsse der Gesellschaft des Jahres 2000 gewachsen sein.“
Dank eines jungen, dynamischen Teams erlebte das Notizbuch einen Aufschwung. Walb zählt diese Zeit zu ihren schönsten Berufserinnerungen und zur effizientesten Form ihrer Redaktionstätigkeit.
Zunächst wurde das politische Programm ausschließlich von Frauen moderiert, um zu zeigen, dass auch Frauen sich mit Politik beschäftigen und Stellung dazu beziehen können.
Mit Engagement und Vehemenz wurde am Notizbuch gearbeitet, was nicht immer auf Begeisterung stieß. Zwar konnten junge Hörer gewonnen werden, allerdings sahen andere Abteilungen den Familienfunk als Konkurrenz an.
Der interne und externe Druck zerrte an den Nerven und an den Kräften Lore Walbs. Da sie die Warnungen ihres Körpers nicht überhören wollte, wurde eine weitere Redaktionsstelle besetzt. Walb gab dem jungen Kollegen ihr wichtigstes Arbeitsfeld ab. Der politische Dienstag ging somit an einen Mann und auch im Notizbuch verstärkte sich das Männerübergewicht. Im Alter von 60 Jahren kehrte Lore Walb dem Bayerischen Rundfunk den Rücken. Ihre Stelle wurde von einem fachfremden Redakteur nachbesetzt. 1996 erhielt Lore Walb für ihr Engagement und ihre Hilfsprojekte des Notizbuches den Preis des Journalistinnenbundes.

## Literarisches Werk
Zur Zeit ihrer Pensionierung verspürte Walb den Drang sich mit ihrer Jugend auseinanderzusetzen. Da sie keinerlei konkrete Erinnerungen an diese Zeit hatte, begann sie in ihren alten Tagebüchern zu lesen. Während des Lesens war es der alten Lore Walb nicht möglich, sich mit der jungen zu identifizieren. Schockiert von ihrer damaligen Weltanschauung, verarbeitete sie ihre Erlebnisse zusammen mit der Psychoanalytikerin Thea Bauriedl und deren Mann, Frieder Wölpert. Die Konfrontation mit ihren Tagebüchern stand im Mittelpunkt des Aufarbeitungsprozesses.
Mit der Veröffentlichung dieses Buches wollte Walb die Umstände der jubelnden und der schweigenden Mehrheit in der Nazizeit verdeutlichen. Das Buch soll die Menschen ihrer Generation zum Nachdenken über sich selbst anregen und die nachfolgenden Generationen vor den "Gefahren dieser Welt" schützen.

### Ich, die Alte. Ich, die Junge. Konfrontation mit meinen Tagebüchern 1933–1945
Das Buch basiert auf acht Tagebüchern, deren Inhalte die Zeiträume zwischen drei Jahren im ersten und drei Monaten im achten Buch beschreiben.
Von Tagebuch zu Tagebuch wird Lore Walbs Begeisterung für die Nationalsozialisten und deren Weltanschauung gesteigert.
Die Heranwachsenden waren in den Jugendgruppen Hitlerjugend und dem Bund Deutscher Mädel, dem Lore Walb ebenfalls angehörte, eingebunden und verfielen aufgrund des angebotenen Spektrums an Aktivitäten ihrer Ideologie. Respekt und Hochachtung zollte man den jungen Leuten zum Beispiel als Lazarett-, Luftschutz- und Landhelferinnen. Begeistert schreibt Lore Walb in ihr Tagebuch:

„Otto/Mähren, 29. Juli 1940.
Nun ist es also so weit. Und wieviel besser ist alles gegangen und wieviel netter ist es, als ich gedacht habe. (…) In Tabor kamen wir gegen 2 Uhr mittags an. Auf dem Bahnhof stand uns zu Ehren eine deutsche Militärkapelle, wir marschierten durch die nette kleine – tschechische! – Stadt zum Marktplatz, dort kurze Begrüßung, dann bekamen wir alle Mittagessen aus einer Feldküche. (…) Um 4 Uhr fuhren wir weiter, kamen nach 7 Uhr abends in Iglau an. (…) Die Begrüßung durch die deutsche Bevölkerung, die die Straßen säumte, war ergreifend. Wie strahlten die Leute und jubelten den deutschen Studenten aus dem Reich zu!“

Die alte Lore Walb äußert in ihrem Alterswerk ihr Entsetzen über ihr in den Tagebüchern und Schulaufsätzen dokumentiertes Denken in der Hitler-Ära. Sie erteilt sich selbst keine Absolution für ihre Naivität im Dritten Reich und dass sie sich vereinnahmen hat lassen vom Führerkult, der sich unter anderem in der Formulierung „Ich glaube unser Führer ist der größte Staatsmann, den das deutsche Volk jemals besaß“ in ihrem Tagebuch niederschlägt. Als besonders bedrückend empfindet Walb, dass sie in ihrer Jugend die schlimmen Geschehnisse verschwiegen und verdrängt hat. In der Rezension des Buches in der Frankfurter Allgemeinen Zeitung schreibt Maria Frisé über Lore Walbs Erinnerungen:

„Die Schrecken der ‚Reichskristallnacht‘ erwähnt die junge Lore nicht, das Wort Jude kommt nicht ein einziges Mal vor, Feindbilder, rassistische Parolen hat sie gedankenlos übernommen. Das Unrecht nicht wahrgenommen zu haben, verzeiht die alte Frau sich noch heute nicht. Deshalb ist dieses Erinnern eine so schmerzvolle Erfahrung und keine Erlösung.“

Besonders auffallend ist die Beschreibung der Rolle der Frau in dem Buch. Die Frau im Nationalsozialismus hat dem Mann untertan zu sein, ihre wahre Berufung ist die Ehe und die Familie. In dem Tagebucheintrag vom 21. Mai 1940 schreibt Lore Walb, dass sie sich aus tiefster Seele ein Leben der Erfüllung, das Leben einer Frau und einer Mutter, wünsche. Nur in einem Kinde könne sie den Sinn des Lebens erblicken.
Auch politische Ereignisse umfassen einen Großteil ihrer Tagebücher. Teils findet man eine Struktur in der Beschreibung der Politik vor, teils werden Kommentare dazu nur am Rande erwähnt. Anzumerken ist, dass einige Ereignisse, wie die Novemberpogrome 1938 zur Gänze fehlen oder ausgespart sind. Lore Walb kommentiert Ende des 20. Jahrhunderts den fehlenden Eintrag, wie folgt: „Mit der Vorbemerkung zögere ich hinaus, was ich an dieser Stelle sagen muss. Wieder einmal kommt es mich hart an, mir bittere Wahrheit einzugestehen. Die leeren Seiten zum Ende des Jahres 1938 kommen mir wie ein Sinnbild vor. Da zeigt er sich wieder, größer als bisher, der weiße Fleck auf der Landkarte meiner Jugend: Über die sogenannte ‚Reichskristallnacht‘ vom 9. auf den 10. November schweigt das Tagebuch sich aus.“
Auffallend ist auch ihre kontinuierliche Suche nach Liebe und Zuneigung. Mit zunehmendem Alter steigerte sich das Bedürfnis und die Sehnsucht nach Nähe, was im Verlauf des Buches in einer zwanghaften Suche nach Glück, Liebe und dem idealen Mann endete.

## Auszeichnungen
- 1982: Wilhelmine-Lübke-Preis
- 1996: Hedwig-Dohm-Urkunde des Journalistinnenbundes
- 1997: Sachbuch des Monats Juni